# Polyrhachis lacteipennis
Polyrhachis lacteipennis är en myrart som beskrevs av Smith 1858. Polyrhachis lacteipennis ingår i släktet Polyrhachis och familjen myror.

## Underarter
Arten delas in i följande underarter:
- P. l. grisescens
- P. l. lacteipennis
- P. l. obsoleta

## Bildgalleri

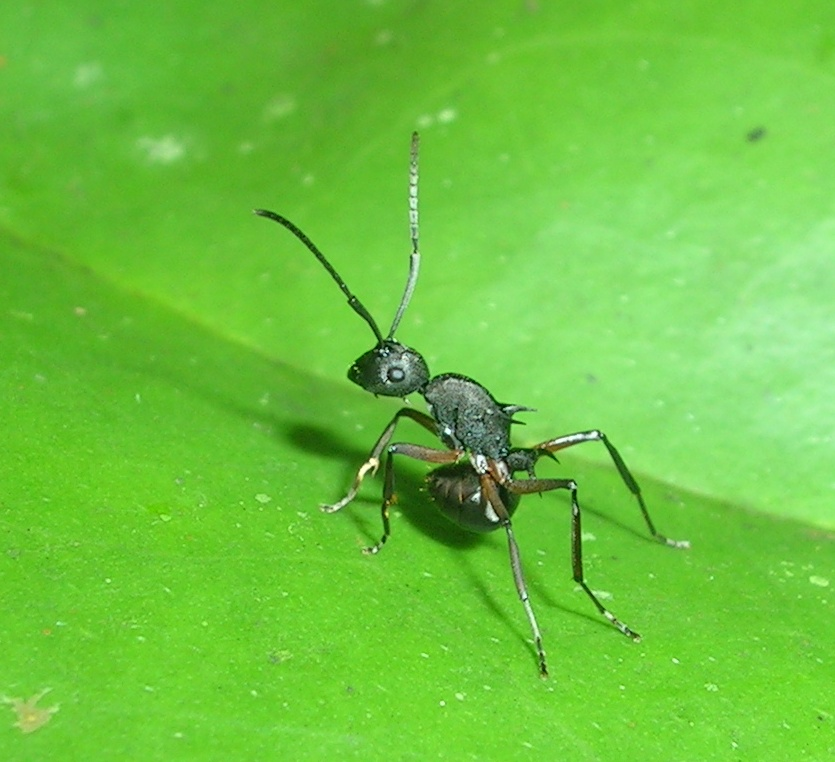
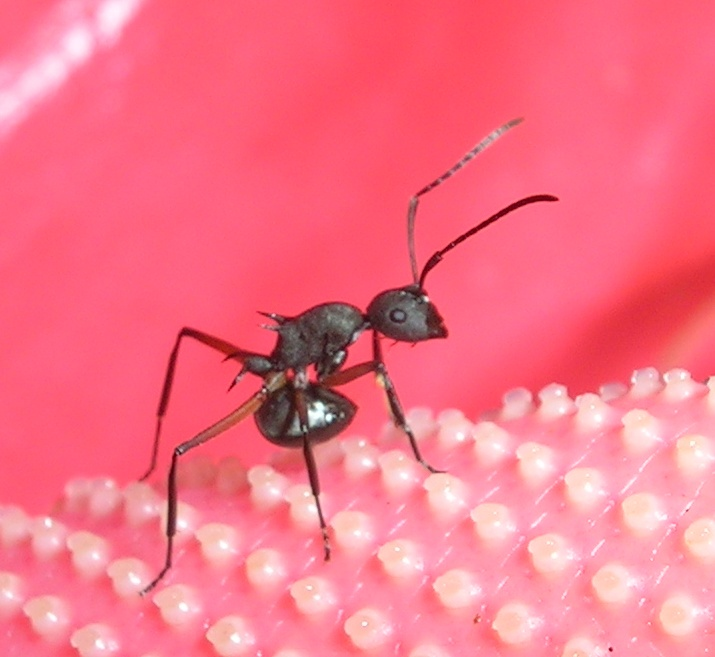